# Публій Ліциній Красс Дів (консул 205 року до н. е.)
Публій Ліциній Красс Дів (лат. Publius Licinius Crassus Dives, 240—Рим,183 р. до н. е.) — політичний, державний і військовий діяч Римської республіки, великий понтифік з 212 до 183 року до н. е.

## Життєпис
Походив із впливової та заможної родини нобілів — роду Ліциніїв. Народився у Римі, був сином Публія Ліцинія Красса Вара. Отримав агномен — Дів, що значить «багатий» Ще замолоду увійшов до колегії понтифіків. Коли у 213 році до н. е. помер великий понтифік Луцій Корнелій Лентул Кавдін, то Публій Красс вирішив змагатися за вакантну посаду. Тимчасово виконував обов'язки великого понтифіка до виборів Марка Корнелія Цетега. Під час виборів великого понтифіка у 212 році до н. е. суперниками Публія Ліцинія були консул Квінт Фульвій Флакк та цензор Тит Манлій Торкват. Втім Красс зумів перемогти своїх суперників. Тут мало значення його заможність, незначний політичний вплив, Красс виявився компромісною фігурою.
У 211 році до н. е. Публій Красс став курульним еділом. А у 210 році до н. е. диктатор Квінт Фульвій Флак призначив Красс своїм заступником — начальником кінноти. У цьому ж році Публія Ліцинія обрано цензором разом з Луцієм Ветурієм Філоном. Проте останній незабаром помер й нічого не зробивши на посаді цензора, Публій Ліциній склав із себе повноваження цензора. У 208 році до н. е. Красс став претором міста.
У 206 році до н. е., коли у храмі Вести погас вогонь, як великий понтифік Ліциній Красс дав наказ покарати весталку, яка була відповідальна за збереження вогню.
У 205 році до н. е. його обрано консулом. У нього було бажання обрати для себе бойові дій на центральній ділянці Другої пунічної війні — Африці, або принаймні завадити Корнелію Сципіону Старшому отримати консульство та спрямування проти Карфагену (але цього не досяг). Втім, як великий понтифік, він не мав права залишати Італії. Тому обрав як поле бою Бруттій, де боровся з Ганнібалом Баркою. Але тут чогось суттєвого не здійснив. У 203 році до н. е. Красс продовжував брати участь у визволенні Брутія від карфагенян.
У 200 році до н. е. очолював релігійні дійства під час війни з Пилипом V, царем Македонії, та у 191 році до н. е. під час війни з Антіохом III Селевкідом.
У 194 році до н. е. за наказом Лицинія Красса було ще раз проведено обряд «Священної весни». У 189 році до н. е. вступив у конфлікт з Квінтом Фабієм Піктором, жрецем-фламіном, який намагався отримати пропреторство у Сардинії. Красс зумів домогтися того, щоб Фабій Піктор, який з релігійних законів не мав права залишати Італії, відмовився від Сардинії.
У 183 році до н. е. Публій Ліциній Красс Дів помер у Римі.

## Родина
Діти:
- Публій Ліциній Красс Дів